# Лепа Брена
Фахрета Яхич – Живойнович (на сръбски: Фахрета Јахић Живојиновић), известна като Лепа Брена, е попфолк певица и актриса от Босна и Херцеговина, станала известна в цяла Югославия. Представя се като югославянка по народност.

## Биография
Родена е на 20 октомври 1960 г. в град Тузла, СР Босна и Херцеговина, Югославия. Тя е 3-то дете в семейството – има по-големи брат Фарук и сестра Факета. Детството ѝ минава в Бръчко. В средното училище тренира баскетбол. Още тогава започва да пее – изпълнява рок хитове по училищните сбирки, бързо става популярна сред съучениците си, печели награда на фестивал още 15-годишна.
След гимназията Фахрета отива в Белград и записва специалност „Туризъм“ в Природно-математическия факултет, но бюджетът на родителите ѝ е ограничен и тя решава да започне да пее, за да се издържа. Работи с оркестъра на Sašа Popović, който тогава се казва „Lira šou“. Представят се по ресторанти и кръчми из цяла Югославия и бързо се прочуват. Следват договори за редовни участия в хотел „Jugoslavija“ в Белград. 1980 година се води като официално начало на нейната кариера. Работейки с композитора Милутин Попович Захар, записва песента „Čačak, Čačak“, която веднага се харесва на публиката. С късите си тесни панталонки и лесно запяващия се припев Фахрета и група „Slatki greh“ се открояват от останалите участници на Hit parad.
Истинската слава обаче идва по-късно. Най-голяма заслуга за нейната медийна изява има покойният вече сръбски водещ Милован Илич Минимакс. Тя се явява на снимките за емисията „Hit parad“ на Телевизия Белград с къса блузка и бермуди и заради облеклото си не е допусната за участие с останалите „нови надежди“. През февруари 1982 г. Минимакс пуска записа на песента „Čačak, Čačak“ в авторското си предаване в същата телевизия. Целта му е да позабавлява публиката си за сметка на младата певица, но ефектът е точно обратен – зрителите толкова я харесали, че нейният дебютен албум „Mile voli disko“ е продаден в почти милионен тираж. От този момент започва главоломният успех на Фахрета Яхич и излиза псевдонимът ѝ Лепа Брена. Еуфорията около нея обхваща цяла Югославия и тя се появява и в комедията „Tesna koža“. С песента „Sitnije, Cile, sitnije“ Брена и „Slatki greh“ участват в „Юговизия 1983“ (за избор на песен за „Eвровизия“). Същата година записва и сингъла „Hej, najluđe moje“. Сътрудничеството ѝ с мениджъра Рака Джокич помага на Брена да планира грижливо всяка професионална стъпка. През същата тази година получава роля във филма „Kamiondžije 2″. Албумът „Bato, Bato“, издаден през 1984 г., Брена продава в невероятния тираж – 1,1 милион броя. Тази година е много успешна и плодотворна за певицата. Тя пее и на откриването на зимните олимпийски игри в Сараево.
Играе във филмите „Kamiondžije ponovo voze“ и „Nema problema“. Издава албума „Pile moje“. През втората половина на 1980-те години Брена става най-голямата югославска фолк звезда. Излизат албумите ѝ „Voli me, voli“, „Okrećeš mi leđa“, „Hajde da se volimo“, „Četiri godine“, „Boli me uvo za sve“, както и „Jedan dan života“ (дует с Мирослав Илич). Със „Slatki greh“ участва в „Юговизия 1986“ с песента „Miki, Mićo“. Прави няколко големи световни турнета, а най-запомнящи са концертите ѝ в „Dom sindikata“, където пеят всяка вечер в продължение на месец. Този, който рекорд още не е подобрен. Концертът на стадиона в София (1990) също се помни, тъй като певицата каца на сцената с хеликоптер, за което се говори и до днес. Рака Джокич, мениджърът ѝ по онова време, следи всички световни тенденции – Брена е първата балканска звезда, чийто лик се използва за направата на кукла Барби. Певицата записва и 3 серии на филма „Hajde da se volimo“. През 1991 г. излиза албумът „Zaljubiška“.
През същата 1991 година Брена се омъжва за Слободан Живойнович – известен тенисист от Белград. Двамата се запознават на премиерата на нейния филм. Певицата и тенисистът се заклеват във вечна вярност в „Сава център“, а празненството е в хотел „Interkontinental“. Сватбата им на 07.12.1991 г. предизвиква такъв медиен интерес, че записът се продава на видеокасета. Той има син Филип от предишен брак.
През 1992 г. Лепа Брена се оттегля за малко от сцената и заминава за Северна Америка, където ражда сина си Стефан (21.05.1992). Живеят в Маями, където имат къща. Записва във Флорида, САЩ хитовия си албум „Ja nemam drugi dom“, който надминава всички очаквания. Клиповете, записани там, са най-гледаните в бивша Югославия. През 1995 и 1996 г. издава албумите „Kazna božja“ и „Luda za tobom“. Първа за Югославия издава мултимедийни албуми и поставя нови стандарти на пазара.
Заради раждането на втория си син Виктор (30.03.1998) Брена прави музикална пауза, но със съпруга си Слободан Живойнович и дългогодишния си приятел Саша Попович (от Нови Сад) открива в Белград „Гранд Продъкшан“ (1998) – днес считана за най-голямата музикална компания на Балканите. С албума си „Pomračenje sunca“ (2000) Брена се връща към стария си стил от началото на кариерата си. През ноември с.г. от двора пред къщата им е отвлечен по-големият им син. Семейството плаща огромен откуп и им връщат детето. Брена го преживява тежко, отдръпва се от публичния живот и се посвещава на възпитанието на децата си.
Прослушва много песни, които ѝ предлагат, някои от тях записва, но не ги обявява. В края на 2003 г. певицата издава албума „Best of“ с най-добрите си песни от 20-годишната си кариера. Дискът е продаден в 500-хиляден тираж, а Брена изнася концерт в родната си Тузла. Проливният дъжд не прогонва феновете, които пеят заедно с нея от първата до последната песен. Въпреки дългата си записна пауза певицата не престава да бъде интересна за медиите. И макар че таблоидите пишат за криза в брака на Брена и Боба и дори твърдят, че славната двойка се развежда, естрадната прима в интервю за списание „Story“ казва, че за себе си е изпълнила всички желания – има блестяща певческа кариера, добър бизнес, щастлив брак със Слободан Живоинович, и единственото, за което тайно съжалява е, че не е родила сестра на Стефан и Виктор.
През юни 2008 г., след 8 години отсъствие от сцената, издава албума „Uđi slobodno“, в който са хитовете „Pazi kome zavidiš“ и „Kuća laži“. По този повод снима половинчасов документален филм, който бележи рекордна гледаемост на TV Pink. През ноември Брена започва голямо турне в Цюрих, Виена, Щутгарт, Бохум. Нова година певицата посреща заедно с хилядите свои фенове на площада в Будва, където изнася ефектен концерт. През 2009 г. Лепа Брена записва атрактивни клипове за песните от новия си албум. Предприема голямо световно турне и феновете ѝ месеци наред се радват на изпълненията ѝ. Преди концерта си в Любляна певицата прави драстична промяна в имиджа си – подстригва дългата си коса и си прави прическа, подобна на тази от началото на кариерата си.
Брена е първата югославска певица, снимала клипове на екзотични места – в Турция („Robinja“), Африка („Tamba lamba“), Испания („Četiri godine“), Великобритания („Hajde da se volimo“ – английска версия), щата Флорида от САЩ („I da odem iza leđa Bogu“ и „Bol za bol“)… Най-големите ѝ хитове са: „Bosanac“ (1983), „Mače moje“ (1984), „Živela Jugoslavija“ (1985), „Okrećeš mi leđa“ (1986), „On ne voli me“ (1987), „Jugoslovenka“ (1989), „Ja nemam drugi dom“ (1994), „Izdajice“ (1995), „Ti si moj greh“ (1996), „Luda za tobom“ (1996), „Pazi kome zavidiš“ (2008), „Uđi slobodno“ (2008) и т.н.
Популярна в Югославия, тя се радва на голям успех и в България. Първият ѝ концерт в България е на 24 юли 1990 г. на националния стадион „Васил Левски“. Концертното ѝ турне тогава включва стадионите на още 15 български града. На 3 декември 2011 г. Лепа Брена прави поредния си концерт в София, този път в зала „Арена Армеец“. Следва концерт и през 2015 г. в същата зала.
Съсобственичка е на фолк музикалната (звукозаписна и продуцентска) компания „Гранд Прадакшън“, представителка на „Ред Бул“ и „Форд“ за Черна гора и Сърбия.
Тя е почетна гражданка на град Кикинда (АО Войводина, Сърбия).

## Дискография

### Студийни албуми
- Čačak, Čačak (1982)
- Mile voli disko (1982)
- Bato, Bato (1984)
- Pile moje (1985)
- Voli me, voli (1986)
- Uske pantalone (1986)
- Hajde da se volimo (1987)
- Četiri godine (1989)
- Boli me uvo za sve (1990)
- Zaljubiška (1991)
- Ja nemam drugi dom (1994)
- Kazna božija (1994)
- Luda za tobom (1996)
- Pomračenje sunca (2000)
- Uđi slobodno (2008)
- Začarani krug (2011)
- Izvorne i novokomponovane narodne pesme (2013)
- Zar je važno da l' se peva ili pjeva (2018)

### EP албуми
- Sitnije, Cile, sitnije (1983)
- Jedan dan života (1985), дуетен с Мирослав Илич

### Компилации
- Lepa Brena & Slatki Greh (1990)
- Lepa Brena (The Best of – Dupli CD) (2004)

### Други песни
- Zaljubljeni veruju u sve (2014)
- Ljubav Čuvam za kraj (2014)

## Филмография

### Филми
- Тясна кожа (1982)
- Няма проблеми (1984)
- Камионџије опет возе (1984)
- Хайде да се обичаме (1987)
- Хайде да се обичаме 2 (1989)
- Хайде да се обичаме 3 (1990)

### Телевизия
- Късно (1982)
- Югославия (1983)
- Kamiondžije 2 (1983)
- Югославия (1986)
- Лице в лице: Специално новогодишно издание (1991)

## Турнета и концерти
Турнета
- Mile voli disko Tour (1983)
- Bato, Bato Tour (1984)
- Uđi slobodno Tour (2008 – 2010)
- Začarani krug Tour (2011 – 2014)

Концерти
- Lepa Brena Live at Dom sindikata (1987)